# Pycnocoma cornuta
Pycnocoma cornuta är en törelväxtart som beskrevs av Johannes Müller Argoviensis. Pycnocoma cornuta ingår i släktet Pycnocoma och familjen törelväxter. Inga underarter finns listade i Catalogue of Life.